# Beleg van Hulst (1591)
Het Beleg van Hulst was een belegering van de stad Hulst door Staatse troepen die onder leiding stonden van Maurits van Nassau, de latere prins van Oranje, tijdens de Tachtigjarige Oorlog. Het beleg maakte deel uit van Maurits' veldtocht van 1591.

## Aanloop
Toen Maurits in september bij verrassing bij Hulst aankwam, was het jaar voor Maurits tot dan toe al succesvol verlopen. Hij had de steden Zutphen, Deventer en Delfzijl al tot overgave gedwongen en de troepen van de hertog van Parma (Alexander Farnese) bij het fort Knodsenburg ten noorden van Nijmegen al verjaagd tijdens het beleg van Knodsenburg. Na de laatstgenoemde actie deed Maurits of hij met zijn troepen de winterkwartieren ging betrekken, maar trok met een kleine eenheid naar het Zeeuwse Hulst.

## Belegering
Maurits landde met zijn leger aan bij de Calfsteertdam bij Kreverhille. Vanaf hier trok hij naar Hulst en belegerde de stad voor vijf dagen, waarna de stad zich overgaf. De belegering kostte Maurits relatief weinig moeite, omdat het garnizoen dat in de stad gelegerd was, door de Spaanse legerleiding naar een andere plaats waren gestuurd. Hierna liet Maurits direct de omgeving fortificeren, om de macht over de Schelde te behouden.
Na het beleg maakte Maurits in het geheim plannen om Nijmegen te belegeren, in plaats van Geertruidenberg, dat verwacht werd door de Spanjaarden. Na een beleg van een week veroverde Maurits ook Nijmegen en beëindigde hij zijn veldtocht van 1591.
Na vijf jaar in Staatse handen geweest te zijn, veroverde Albertus van Oostenrijk de stad weer voor de Spaanse koning.